# Nadzikambia mlanjensis
Nadzikambia mlanjensis — вид ігуаноподібних ящірок родини хамелеонових (Chamaeleonidae). Ендемік Малаві.

## Поширення і екологія
Nadzikambia mlanjensis мешкають на південних і східних схилах гірського масиву Муландже на південному заході Малаві, зокрема на плато Ліченья. Вони живуть у вологих гірських тропічних лісах, на висоті від 1100 до 1400 м над рівнем моря.

## Збереження
МСОП класифікує цей вид як такий, що перебуває під загрозою зникнення. Nadzikambia mlanjensis загрожує знищення природного середовища.